# 倭竹
倭竹（学名：Shibataea kumasasa）为禾本科倭竹属下的一个种。